# Bang (banda de Estados Unidos)
Bang también en mayúsculas como BANG es una banda de rock originaria de Filadelfia, Estados Unidos formada en el año de 1969, reconocidos por ser pioneros del género heavy metal en Norteamérica a principios de los años 70 junto a bandas como Blue Cheer, Pentagram y Sir Lord Baltimore.

## Historia

### Inicio y ascenso
Influenciados por la música de The Beatles y Black Sabbath, la banda se inició en el hard rock imperante de la época, el guitarrista Frankie Gilcken y el bajista Frank Ferrara, quienes ya habían tocado juntos en distintas bandas desde su juventud, decidieron a sus 16 años formar una nueva agrupación, a través de un periódico publicaron una oferta para el puesto de baterista, del cual Tony Diorio, diez años mayor que ellos, respondió a la solicitud.
Configurada la alineación, la banda pronto comenzó a desarrollar su propio estilo, alejándose poco a poco de las tendencias psicodélicas para emular el sonido pesado que estaba gestándose durante esa época. Durante los primeros meses de ensayo la banda puso a prueba a distintos teclistas y vocalistas, insatisfechos con el resultado decidieron conservar su alineación de power trio, alimentando esta idea gracias a una presentación de Jimi Hendrix Experience, donde la joven banda quedó completamente atónita por su desempeño en el escenario.
Pronto comenzaron a actuar en pequeños eventos locales y a componer su propio material, mientras Frank y Frankie se encargaban de la composición rítmica, Tony proveía las letras y el espacio de ensayo, en un sótano ubicado en una tienda de su propiedad. Originalmente sus líricas consistían en asuntos existencialistas, sociales y de ficción, como la muerte, polución, el significado de la vida, Dios, el espacio y viajes en el tiempo.
La banda (que para ese momento se hacían llamar The Magic Band) duró 18 meses ensayando y componiendo su propio material musical. Tony, quien se encontraba leyendo un artículo de la revista Rolling Stone, sugirió el nombre de la banda gracias a un encabezado que decía «English groups bang in USA», refiriéndose a la "explosión" de grupos ingleses que estaban volviéndose populares en Estados Unidos.
La banda rentó un camión y viajaron a Miami para promocionar su música, enviando cientos de tarjetas postales a distintos destinos con la inscripción "BANG está en Miami", después de eso viajaron a Orlando Florida para participar en el evento East Coast Concerts, luego de audicionar para ser el acto de apertura la banda finalmente logró entrar a participar en el evento, actuando junto a Rod Stewart, Faces y Deep Purple, siendo esta apenas la quinta vez que actuaban en público. Nuevamente volvieron a actuar junto a Steppenwolf, Rick Bowen, promotor de East Coast Concerts y socio de Concerts West se convirtió en su mánager, permitiéndole a la banda actuar junto a grandes nombres de la música como Uriah Heep, Mountain, Ike & Tina Turner, Fleetwood Mac, Alice Cooper, B.B. King, Chuck Berry, Yes, Jethro Tull, Bruce Springsteen, Edgar Winter y especialmente Black Sabbath, entre otros más.
Con su carrera ascendiendo rápidamente, decidieron que era hora de grabar su primer álbum. De sus primeras composiciones vinieron los temas que compondrían el material de su debut Death of a Country, grabado en 1971, sin embargo para ese entonces la disquera Capitol Records rechazó su lanzamiento, según Frank: "no querían un álbum conceptual pesado, en vez de eso querían algo menos agresivo, más comercial".
Desilucionados con la idea pero optimistas con que una disquera del calibre de Capitol aún los quisiera en su lista, decidieron comenzar a grabar un segundo material discográfico, de este trabajo nació el álbum BANG lanzado en 1971, que curiosamente y contrario a los deseos de Capitol de un álbum más ligero, resultó siendo aún más pesado y contundente gracias a la ayuda del productor musical Michael Sunday, recibiendo críticas positivas y siendo ampliamente comparado con Led Zeppelin, alcanzando además el puesto 90 en el Billboard Hot 100 gracias a su sencillo "Questions".
La banda comenzó a preparar su siguiente álbum Mother/Bow to the King bajo la producción de Jeffrey Cheen. Al llegar al set de grabación se encontraron con que había alguien más en el puesto de la batería, Cheen no quería que Tony grabara el álbum con ellos, a pesar de que los tres integrantes y el reemplazo de Tony, Bruce Gary, se llevaban bastante bien, la decepción provocada a Tony por no ser incluido en la grabación hizo que decidiera retirarse de la banda.

### Declive
Nuevamente recibiendo críticas positivas, aunque poco satisfechos por la partida de Tony, los esfuerzos de Capitol de hacer más comercial a la banda y por la poca visión que tenían en común con su productor musical, BANG decide entrar a grabar su tercer álbum Music con la disquera, Tony regresó con la banda pero esta vez como su nuevo mánager. A pesar de que la banda se sintió a gusto con el resultado final, aun cuando el estilo viró hacia un enfoque más pop, el apoyo fue prácticamente nulo, los directivos creían que su tiempo había acabado y con ello, decidieron terminar su contrato con la banda.
Bang atravesó por su peor momento, no recibían contratos, no conseguían poder participar en eventos ni giras, con un álbum recién terminado pero sin ninguna manera de poder promocionarlo, para frustración de la banda decidieron terminarla.
Sintiendo que no debía haber terminado de esa manera, Frank, Frankie y Tony deciden reformar brevemente el grupo casi veinte años después, lanzando Return to Zero en 1999 y cinco años después el más orientado hacia el heavy metal The Maze en 2004. Después de esto la banda se separa nuevamente.

### Renacimiento y actualidad
Gracias a Youtube, Bang fue nuevamente re-descubierta, con el apoyo de Sean Pelletier, mánager de Pentagram quien además se encargó de rescatar y hacer ampliamente reconocida a la banda de doom metal con el documental Last Days Here; lanzaron después de 40 años de espera el que originalmente sería su álbum debut Death of a Country en 2011, acogidos por la disquera Rise Above Records, propiedad del exvocalista de Napalm Death y Cathedral Lee Dorrian. Bang se reunió en 2014 con sus miembros originales de manera oficial después de diez años, reclutando además a Matt Calvarese como baterista y a Courtney Paternoster como corista y percusionista.

## Miembros
- Frankie Gilcken - guitarrista, vocalista (1969 - presente)
- Frank Ferrara - bajista, vocalista principal (1969 - presente)
- Tony Diorio - baterista (anteriormente), liricista (1969 - presente)
- Matt Calvarese - baterista (2014 - presente)
- Courtney Paternoster - corista, percusionista (2014 - presente)

## Discografía
- BANG - 1971
- Mother/Bow to the King - 1972
- Music - 1973
- RTZ - Return to Zero - 1999
- The Maze - 2004
- Death of a Country - 2011 (originalmente grabado en 1971)